# Uruguay en los Juegos Panamericanos de 2019
Uruguay fue uno de los países participantes en los Juegos Panamericanos de 2019 en la ciudad de Lima, Perú. La delegación uruguaya estuvo compuesta por 145 deportistas (104 hombres y 41 mujeres), una de las más grandes en la historia del país.
En remo, el equipo de Martín González, Leandro Salvagno y Marcos Sarraute obtuvo la medalla de oro en la prueba masculina de cuatro pares cortos. Sin embargo, Sarraute tuvo un resultado adverso en la prueba antidopaje por un medicamento que consumía sin haber tramitado la autorización de uso terapéutico, por lo que el equipo fue excluido.

## Medallistas
| Medalla           | Atletas                            | Deporte      | Evento               | Fecha | Notas |
| ----------------- | ---------------------------------- | ------------ | -------------------- | ----- | ----- |
| Medalla de plata  | Jimena Miranda Camila Naviliat     | Pelota vasca | Pelota de goma       |       |       |
| Medalla de plata  | Julián Schweizer                   | Surf         | Longboard            |       |       |
| Medalla de plata  | Nicolás Landauer                   | Vela         | Foilingkite          |       |       |
| Medalla de plata  | Ricardo Fabini Florencia Parnizari | Vela         | Snipe                |       |       |
| Medalla de bronce | Lucas Fernández                    | Boxeo        | 56 kg Peso pluma     |       | -     |
| Medalla de bronce | Emiliano Lasa                      | Salto largo  | Final                |       | -     |
| Medalla de bronce | Déborah Rodríguez                  | 800 metros   | Final                |       | -     |
| Medalla de bronce | Maximiliano Larrosa                | Karate       | Final Kumite - 60 kg |       | -     |